# Frederick Merriman (athlétisme)
Pour les articles homonymes, voir Merriman.
Frederick Goodfellow (Chipping Campden, 18 mai 1873 - Gloucester, 27 juin 1940) est un ancien tireur à la corde britannique. Il a participé aux Jeux olympiques de 1908 avec l'équipe britannique de tir à la corde et gagna la compétition.